# 川畑 (企業)
川畑株式会社（かわはた、英: KAWAHATA Inc.）は、埼玉県にて家具・インテリアの小売チェーン店「インテルナかわはた」を運営する企業。2009年（平成21年）3月に民事再生法が適用されるまでは、ホームセンターやスーパーマーケットも運営していた。

## 概要
1923年（大正12年）1月、創業者の川畑儀一により、埼玉県川越市三光町にて桐箪笥の製造を目的として創業され、1953年（昭和28年）4月に有限会社川畑箪笥店として法人化される。
法人化以降は洋家具を主力に家具メーカーとして業績を重ねる。1970年代から商品の流行が著しく変化するようになったのに伴い、流行に合わせて取扱商品を自由に変えられる小売業への参入を決め、1974年（昭和49年）より「インテルナかわはた」の店舗名で家具小売業に着手。後に回転率の良くない家具小売業に限界を感じた当時の社長により、1984年（昭和59年）にホームセンター事業に参入を決め、川越市に1号店「ジャパンホームセンター」を開店した。ジャパンホームセンターでは、DIY商品のみならず生鮮食品（鮮魚・精肉・青果）なども取り扱っており、当時としては珍しい個性的な店舗として報道されていた。生鮮食品の取り扱いによって顧客の来店頻度を高め、DIY商品の売上増加につなげる狙いがあったという。
家具小売事業の「インテルナかわはた」、ホームセンター事業の「ジャパンホームセンター」「ジャパンホームバリュー」「ジャパン生活館」のほか、食品スーパー事業の「ビックリジャパン」「ジャパン生鮮館」「Ichiba!!」など、全盛期は合計21店舗を運営しており、1995年（平成7年）の前年度比売上高成長率ではディスカウントストア業界で第5位を記録、2003年（平成15年）には年商182億円を計上する。急激な業務拡大による借入金負担の増大や販売単価の下落により資金繰りが悪化し始めるも、事業再編を進めたことによって2004年（平成16年）には年商188億円を計上していた。
しかし、同業者との競争激化に伴い販売不振に陥り、不採算店の閉鎖を進めたこともあって2008年（平成20年）には年商121億円まで落ち込み、債務超過に陥る。2009年（平成21年）3月2日に東京地方裁判所に民事再生法の適用が申請され、同日保全命令を受けた。負債総額は約53億円であった。
2016年現在、家具専門店として埼玉県内に4店舗を構えるのみとなっている。比企郡川島町に配送センターがあり、かつてはここを本社としていた。

## 店舗
民事再生法適用直前には「ジャパンホームセンター」として川越店（川越市）、入間店（入間市）、大井店（ふじみ野市）。「ジャパンホームバリュー」として所沢店（所沢市）、草加店（草加市）、飯能店（飯能市）、南葛西店（江戸川区南葛西）を構えていた。それ以前に亀有店（葛飾区亀有）、青井店（足立区青井）も存在した。民事再生後は家具専門店を残し全て閉店され、一部店舗は他社に事業譲渡されている。
2016年現在、営業している家具専門店「インテルナかわはた」は川越店（本社）、坂戸店（坂戸市）、所沢店、和光店（和光市）の4店舗。

## 不祥事
2006年（平成18年）、ジャパンホームバリューの各店舗において、特定家庭用機器再商品化法（家電リサイクル法）に基づいて顧客より引き取った廃家電の一部が製造業者に引き渡されず、行方不明になっていることが発覚した。環境省・経済産業省が川畑に対し行った聴取に拠れば、2003 - 2005年度で各店舗合計2160点の廃家電が製造業者に引き渡されていなかった。
ジャパンホームバリューでは、廃家電及び特定家庭用機器廃棄物管理票（家電リサイクル券）の管理が適切に行われておらず、店舗の売上伝票によって引き取ったことは確認できても、（廃家電を製造業者に引き渡したことを証明する）家電リサイクル券の控えが100点以上存在しなかった。川畑の報告に拠れば、製造業者に引き渡されていない廃家電について、収集・運搬を行っている委託業者の横流し、保管場所での盗難、店舗にて別途行なっているリユース事業の商品との混合の可能性があるとのことだったが、具体的な実態については確定できなかった。
不適切に処理された廃家電のうち、排出者が特定できたものはリサイクル料金の返還が行われた。

## 沿革
- 1923年（大正12年） - 創業者川畑儀一により、桐箪笥の製造業として創業。
- 1953年（昭和28年） - 有限会社川畑箪笥店として法人化。
- 1969年（昭和44年） - 川畑家具株式会社に社名変更。
- 1974年（昭和49年） - 家具小売事業部として株式会社インテルナかわはたを設立。
- 1984年（昭和59年） - ホームセンター事業に着手し、ジャパンホームセンター川越店を開店。
- 1994年（平成6年） - 株式会社インテルナかわはたを吸収合併。
- 1997年（平成9年） - 川畑株式会社に社名変更。
- 1998年（平成10年） - 有限会社ジャパンフーズ設立。
- 1999年（平成11年） - 有限会社ジャパンミート設立。
- 2000年（平成12年） - 有限会社ジャパングリーンフーズ設立。
- 2001年（平成13年） - ジャパンミートとジャパングリーンフーズを合併し、有限会社ジャパンミートアンドグリーンに社名変更。スーパーマーケット事業に着手し、ビックリジャパン与野店を開店。
- 2003年（平成15年） - 有限会社ジャパンフーズを吸収合併。
- 2004年（平成16年） - 有限会社ジャパンミートアンドグリーンを吸収合併。
- 2009年（平成21年） - 東京地裁に民事再生法の適用を申請、保全命令を受ける。